# Calathea donnell-smithii
Calathea donnell-smithii är en strimbladsväxtart som beskrevs av Karl Moritz Schumann. Calathea donnell-smithii ingår i släktet Calathea och familjen strimbladsväxter. Inga underarter finns listade.